# Parti de la nouvelle Turquie
Le Yeni Türkiye Partisi ou YTP (« Parti de la nouvelle Turquie ») était un parti politique turc, d'idéologie social-démocrate, nationaliste de gauche  et laïque, fondé en 2002 et disparu en 2004.
Un parti homonyme (en) a existé de 1961 à 1973.